# ニェンロン県
ニェンロン県（ニェンロンけん）は中華人民共和国チベット自治区ナクチュ市の県の一つ。県名はチベット語で「耳に心地よい谷」の意。県政府所在地はニェンロン鎮（聶栄鎮）。

## 行政区画
1鎮、9郷を管轄：
- 鎮：ニェンロン鎮（聶栄鎮）
- 郷：ニマ郷（尼瑪郷）、色慶郷、桑栄郷、下曲郷、白雄郷、索雄郷、当木江郷、査当郷、永曲郷